# パルド ビビン麺
パルド ビビン麺（パルド ビビンミョン、팔도 비빔면）は、パルド（八道、Paldo）で製造されているインスタントのビビンククスである。

## 概要
夏の定番料理である辛味、酸味、甘味が特徴的なビビンククスをインスタント麺にした商品である。1984年6月に発売されてから、売上を伸ばしている。2018年までに累積販売数が約11億個であり、累積売上額は約5100億ウォンを突破している。